# Хирова
Хирова (рум. Hirova) — село в Каларашском районе Молдавии. Относится к сёлам, не образующим коммуну.

## География
Село расположено на высоте 96 метров над уровнем моря.

## Население
По данным переписи населения 2004 года, в селе Хирова проживает 1589 человек (771 мужчина, 818 женщин).
Этнический состав села:
| Национальность | Число жителей | Процентный состав |
| -------------- | ------------- | ----------------- |
| молдаване      | 1561          | 98.24             |
| румыны         | 20            | 1.26              |
| украинцы       | 4             | 0.25              |
| русские        | 3             | 0.19              |
| прочие         | 1             | 0.06              |
| Всего          | 1589          | 100 %             |